# Europacup II 1985/86
De 26ste editie van de Beker der Bekerwinnaars werd door Dynamo Kiev uit de Sovjet-Unie (USSR) gewonnen in de finale tegen het Spaanse Atlético Madrid. Het was de 2de zege voor de club na 1974/75.

## Eerste ronde
| Team #1            | Tot.             | Team #2                  | 1ste wed | 2de wed |
| ------------------ | ---------------- | ------------------------ | -------- | ------- |
| SK Rapid Wien      | 6 - 1            | Tatabányai Bányász SC    | 5 - 0    | 1 - 1   |
| Fram Reykjavík     | 3 - 2            | Glentoran FC             | 3 - 1    | 0 - 1   |
| AS Monaco          | 2 - 3            | CS Universitatea Craiova | 2 - 0    | 0 - 3   |
| FC Utrecht         | 3 - 5            | Dynamo Kiev              | 2 - 1    | 1 - 4   |
| AEL Limassol       | 2 - 6            | ASVS Dukla Praag         | 2 - 2    | 0 - 4   |
| AIK                | 13 - 0           | Red Boys Differdange     | 8 - 0    | 5 - 0   |
| SL Benfica         | Bye              |                          | -        | -       |
| AE Larissa         | 1 - 2            | Sampdoria                | 1 - 1    | 0 - 1   |
| Lyngby BK          | 4 - 2            | Galway United            | 1 - 0    | 3 - 2   |
| Rode Ster Belgrado | 4 - 2            | FC Aarau                 | 2 - 0    | 2 - 2   |
| Fredrikstad FK     | 1 - 1 (uitgoals) | Bangor City FC           | 1 - 1    | 0 - 0   |
| Atlético de Madrid | 3 - 2            | Celtic FC                | 1 - 1    | 2 - 1   |
| HJK Helsinki       | 5 - 3            | KS Flamurtari            | 3 - 2    | 2 - 1   |
| Cercle Brugge KSV  | 4 - 4 (uitgoals) | Dynamo Dresden           | 3 - 2    | 1 - 2   |
| Żurrieq FC         | 0 - 12           | Bayer Uerdingen          | 0 - 3    | 0 - 9   |
| Galatasaray SK     | 2 (uitgoals) - 2 | Widzew Łódź              | 1 - 0    | 1 - 2   |

## Tweede ronde
| Team #1                  | Tot.  | Team #2            | 1ste wed | 2de wed |
| ------------------------ | ----- | ------------------ | -------- | ------- |
| SK Rapid Wien            | 4 - 2 | Fram Reykjavík     | 3 - 0    | 1 - 2   |
| CS Universitatea Craiova | 2 - 5 | Dynamo Kiev        | 2 - 2    | 0 - 3   |
| ASVS Dukla Praag         | 3 - 2 | AIK                | 1 - 0    | 2 - 2   |
| SL Benfica               | 2 - 1 | Sampdoria          | 2 - 0    | 0 - 1   |
| Lyngby BK                | 3 - 5 | Rode Ster Belgrado | 2 - 2    | 1 - 3   |
| Bangor City FC           | 0 - 3 | Atlético de Madrid | 0 - 2    | 0 - 1   |
| HJK Helsinki             | 3 - 7 | Dynamo Dresden     | 1 - 0    | 2 - 7   |
| Bayer Uerdingen          | 3 - 1 | Galatasaray SK     | 2 - 0    | 1 - 1   |

## Kwartfinale
| Team #1            | Tot.             | Team #2            | 1ste wed | 2de wed |
| ------------------ | ---------------- | ------------------ | -------- | ------- |
| SK Rapid Wien      | 2 - 9            | Dynamo Kiev        | 1 - 4    | 1 - 5   |
| ASVS Dukla Praag   | 2 (uitgoals) - 2 | SL Benfica         | 1 - 0    | 1 - 2   |
| Rode Ster Belgrado | 1 - 3            | Atlético de Madrid | 0 - 2    | 1 - 1   |
| Dynamo Dresden     | 5 - 7            | Bayer Uerdingen    | 2 - 0    | 3 - 7   |

## Halve Finale
| Team #1            | Tot.  | Team #2          | 1ste wed | 2de wed |
| ------------------ | ----- | ---------------- | -------- | ------- |
| Dynamo Kiev        | 4 - 1 | ASVS Dukla Praag | 3 - 0    | 1 - 1   |
| Atlético de Madrid | 4 - 2 | Bayer Uerdingen  | 1 - 0    | 3 - 2   |

## Finale
| Team #1     | Uitsl. | Team #2            |
| ----------- | ------ | ------------------ |
| Dynamo Kiev | 3 - 0  | Atlético de Madrid |